# Marea de pasiones
A Marea de pasiones (magyar fordításban: Szenvedélyek hulláma) egy 2024-es mexikói telenovella, amelyet Giselle González és Claudia Velazco alkotott. A főbb szerepekben Oka Giner, Matías Novoa, Alejandro de la Madrid, Margarita Muñoz, Blanca Guerra és Luz María Jerez látható.
Mexikóban 2024. március 4-e és 2024. május 31-e között sugározta a Las Estrellas, Magyarországon még nem mutatták be.

## Cselekmény
Luisa (Oka Giner) és Marcelo (Matías Novoa) hátrahagyták a különbözőségeket, melyek elválasztják őket, hogy kiváltságos szerelmüknek éljenek, mely már tinédzser koruk óta összeköti őket. Alejandro Grajales (Saúl Lisazo), Luisa apja azonban nem nézi jó szemmel lánya kapcsolatát Marcelo-val, aki mindig ellenezte a környezeti káros hatást, melyet Nayarit tengerparti zónája szenvedett el, amiért Alejandro a felelős hotelláncával. Luisa és Marcelo azzal álmodnak, hogy családot alapítanak, de világaikat tönkreteszi és elválasztja az árulás és az ambíció, Luisa apjának meggyilkolásával, melynek elsőszámú gyanúsítottja Marcelo. Luisa csalódik élete szerelmében, Marcelónak pedig be kell bizonyítania az ártatlanságát. A gyilkosság mögött azonban Zaid (Alejandro de la Madrid) áll, egy ambiciózus férfi, aki Luisa megszállottja. Szenvedélye és egoizmusa viszik rá, hogy elkövesse a gyilkosságot, Marcelóra terelve a gyanút. Annak érdekében, hogy erősítse a gyanút, Zaid eléri, hogy elrabolják a férfit, hogy mindenki azt gondolja, hogy elszökött. Eltűnése összetöri Luisa szívét, mivel azt gondolja, hogy megszökött, és bűnös apja meggyilkolásában.
Nem sokkal később Luisa felfedezi, hogy terhes, és elmondja azt Zaid-nak. A férfi házasságot ajánl neki, és vállalja az apaságot. Luisa elfogadja, hogy gyermekét ne utasítsák vissza. Hét évvel később, Marcelo visszatér, miután megszökött fogvatartóitól. Visszatérésére azonban minden megváltozott, Luisa-nak és neki pedig szembe kell nézniük a hullámokkal, hogy elérjék a vágyott boldogságot, mindenki ellenében.

## Szereplők
| Színész(nő)            | Szerepnév                 | Magyar hang |
| ---------------------- | ------------------------- | ----------- |
| Oka Giner              | Luisa Grajales            |             |
| Matías Novoa           | Marcelo Bernal            |             |
| Alejandro de la Madrid | Zaid Espino               |             |
| Margarita Muñoz        | Helena Ugarte             |             |
| Blanca Guerra          | María Inés Bernal         |             |
| Luz María Jerez        | Leonor Raygoza Grajales   |             |
| Anna Ciocchetti        | Isela Grajales de Marrero |             |
| Alejandro Camacho      | Juan Marrero              |             |
| Ana Tena               | Camila Marrero Grajales   |             |
| Emiliano González      | Iñaki                     |             |
| Michel Duval           | Santiago "Tiago" Grajales |             |
| Alexa Martín           | Beatriz Marrero Grajales  |             |
| Francisco Pizaña       | Felipe Bernal             |             |
| Grecia Krinis          | Natalia Espino            |             |
| Ariana Saavedra        | Ana Grajales              |             |
| Jesús Castro Ponce     | Enzo Hernández            |             |
| Alfredo Gatica         | Alfonso Marrero Grajales  |             |
| Leticia Perdigón       | Amanda                    |             |
| Álex Perea             | Osvaldo                   |             |
| Alejandra Zaid         | Roberta                   |             |
| Epy Vélez              | Nora                      |             |
| Erick Diaz             | Walter                    |             |
| Alex Cortés            | Gael                      |             |

## Évados áttekintés
| Évad | Évad | Epizódok száma | Eredeti sugárzás | Eredeti sugárzás | Eredeti sugárzás | Magyar sugárzás | Magyar sugárzás | Magyar sugárzás |
| Évad | Évad | Epizódok száma | Évadpremier      | Évadfinálé       | Eredeti adó      | Évadpremier     | Évadfinálé      | Magyar adó      |
| ---- | ---- | -------------- | ---------------- | ---------------- | ---------------- | --------------- | --------------- | --------------- |
|      | 1.   | 64             | 2024. március 4. | 2024. május 31.  |                  |                 |                 |                 |